# Nadzeya Pisareva
Pour les articles homonymes, voir Pissarev.
Nadezhda Mikhailovna Pisareva, (en russe : Надежда Михайловна Писарева)  née le 5 juillet 1988 à Kinguissepp, est une biathlète biélorusse et anciennement russe.

## Biographie
Elle démarre au niveau international en 2010, prenant part à la Coupe du monde, où elle obtient son premier podium en relais à Oberhof, avant de marquer ses premiers points le lendemain (34e). 
Aux Championnats du monde 2011, pour son premier championnat majeur, elle remporte la médaille de bronze avec le relais avec Liudmila Kalinchik, Darya Domracheva et Nadzeya Skardzina.
Aux Jeux olympiques d'hiver de 2014, elle est 35e de l'individuel et 5e du relais.
Elle obtient son meilleur résultat individuel aux Championnats du monde de Kontiolahti 2015 avec une 18e place à l'individuel.
Aux Jeux olympiques d'hiver de 2018, elle est 52e du sprint et 44e de la poursuite. Elle met fin à sa carrière sportive a l'issue de la saison 2017-2018.
En 2019, elle donne naissance à des jumeaux.

## Palmarès

### Jeux olympiques d'hiver
| Épreuve / Édition                | Individuel | Sprint | Poursuite | Mass start | Relais | Relais mixte |
| Jeux olympiques 2014 Sotchi      | 35e        | -      | -         | -          | 5e     | -            |
| Jeux olympiques 2018 Pyeongchang | -          | 52e    | 44e       | -          | -      | -            |

Légende :
- - : Non disputée par Pisareva

### Championnats du monde
| Épreuve / Édition             | Individuel | Sprint | Poursuite | Départ en masse | Relais                    | Relais mixte |
| Mondiaux 2011 Khanty-Mansiïsk | —          | 64e    | —         | —               | Médaille de bronze, monde | —            |
| Mondiaux 2015 Kontiolahti     | 18e        | 49e    | 49e       | —               | 6e                        | —            |
| Mondiaux 2016 Oslo            | —          | 61e    | —         | —               | 9e                        | —            |

Légende :

 : première place, médaille d'or

 : deuxième place, médaille d'argent

 : troisième place, médaille de bronze

— : Pisareva n'a pas participé à cette épreuve

### Coupe du monde
- Meilleur classement général : 42e en 2015.
- Meilleur résultat individuel : 18e.
- 5 podiums en relais.

 Dernière mise à jour le 14 janvier 2019

#### Différents classements en Coupe du monde
| Année     | Classement général final | Sprint | Poursuite | Individuel | Mass start |
| 2010-2011 | 91e                      | 81e    | -         | -          | -          |
| 2012-2013 | 63e                      | 53e    | 75e       | -          | -          |
| 2013-2014 | 76e                      | 63e    | 77e       | -          | -          |
| 2014-2015 | 42e                      | 29e    | 43e       | 43e        | -          |
| 2015-2016 | 88e                      | 79e    | -         | -          | -          |
| 2016-2017 | 99e                      | 85e    | -         | -          | -          |
| 2017-2018 | 80e                      | 67e    | -         | -          | -          |